# 廣瀬貞雄
廣瀬 貞雄（ひろせ さだお、1918年（大正7年） - 2007年（平成19年）6月9日）は、日本の精神科医、ロボトミスト、日本医科大学教授。同大名誉教授にも。

## 経歴
1918年大阪生まれ。
産婦人科医の養子になる。中学時代から歌舞伎を愛し、演劇論をやるために美学者を志したが、父の反対で断念。
1938年東京帝大医学部に入学。
その後も歌舞伎を愛好し続け、16代目市村羽左衛門宅を訪ねたりしていた。
1946年に派遣された松沢病院では、市村から教わった「切られ与三郎」の所作を披露したことから、「与三さん」との異名をとった。
1951年に学会に発表され、1971年に石川清に告発された、いわゆる「臺実験」で実際に執刀したのは、臺弘ではなく、廣瀬であった。
1955年　東京大学医学博士。論文の題は「ロボトミー後の人格像について 」。 
1994年秋、勲四等瑞宝章を受章
以上、『精神を切る技術』（橳島次郎）より。

## 精神外科手術
松沢病院時代に、拒絶的な患者に全身麻酔をかけて精神外科手術を施したことがある。また1968年の日本犯罪学会の講演において、精神障害犯罪者に外科手術を施した経験があることを認めた。

## 著書・論文

### 医学書
- ロボトミー 主としてその適応に就て（医学書院）

### 歌舞伎論
- 星霜79年

### 論文
- ロボトミー後の人格像について（精神神経学雑誌 56巻）